# انسان و سرنوشت
انسان و سرنوشت نام کتابی از مرتضی مطهری است که به بررسی تطبیقی مسئله قضا و قدر و جبر و اختیار در مکاتب مختلف فلسفی و مکتب اسلام می‌پردازد. این کتاب ابتدا در «هیئت‌های مؤتلفه اسلامی» توسط مطهری تدریس می‌شده سپس به زبان‌های انگلیسی، ایتالیایی، اردو و آلمانی ترجمه شده‌است.

## مقدمه
مطهری در این کتاب به دنبال پاسخ دادن به دو سؤال کلی است. وی سؤالات خود را در مقدمه کتاب چنین می‌نویسند:
سأله سرنوشت و قضا و قدر، چه از نظر موضوعی و چه از نظر هدف تعلیماتی، در ردیف مسائل فلسفی است، ولی در این رساله در ردیف مسائلی قرار گرفته که نه از لحاظ موضوع با آنها مرتبط است و نه از لحاظ نتیجه و هدف تعلیماتی. این مسئله در این رساله جزء یک سلسله بحثها تحت عنوان " بحثهایی از علل انحطاط مسلمین " واقع شده‌است که شامل موضوعات و جریانات و مسائل گوناگون است. موضوعاتی که تحت این عنوان قابل بحث است، بعضی تاریخی و بعضی روانی یا اخلاقی یا اجتماعی یا صرفاً دینی و احیاناً فلسفی است؛ بنابراین مباحثی گوناگون که در ردیفهای متعدد قرار دارند، جزء این سلسله مباحث واقع می‌شوند. آنچه این مباحث گوناگون را به یکدیگر پیوند می‌دهد، تحقیق در اثرات مثبت و منفی این امور در ترقی و انحطاط اجتماع اسلامی است. علی‌هذا منظور از طرح این مسئله در این رساله اولا تحقیق در این جهت است که آیا اعتقاد به سرنوشت، آن طور که قواعد برهانی فلسفی ایجاب می‌کند، از نوع عقاید و افکاری است که معتقدین خود را به سستی و تنبلی می‌کشاند و مردمی که به این عقیده می‌گرایند خواه ناخواه به انحطاط کشیده خواهند شد، یا این عقیده اگر درست تعلیم داده شود، چنین تأثیر سوئی ندارد؟ ثانیاً اینکه اسلام این مسئله را چگونه و به چه طرزی تعلیم داده‌است و تعلیم اسلامی در این زمینه چه تأثیری در روحیه پیروان اسلام داشته‌است و می‌تواند داشته باشد؟

## گفتاورد

### قضا و قدر
مرتضی مطهری در بخشی از این کتاب چنین می‌آورد:
اگر مقصود از سرنوشت و قضا و قدر الهی انکار اسباب و مسبّبات و از آن جمله قوّه و نیرو و اراده و اختیار بشر است، چنین قضا و قدر و سرنوشتی وجود ندارد و نمی‌تواند وجود داشته باشد؛ در حکمت الهی براهینی پولادین که جای هیچ گونه شکّ و ابهام باقی نمی‌گذارد، بر بی اساس بودن چنین سرنوشت و قضا و قدری اقامه شده‌است.

### جبر و اختیار
وی همچنین دربارهٔ امکان وقوعی انسان غیر مختار (مجبور) چنین می‌نویسد:
همان طوری که هیچ حادثه طبیعی بدون علت طبیعی رخ نمی‌دهد، افعال اختیاری انسان‌ها نیز بدون اراده و اختیار انسان رخ نمی‌دهد، قانون خدا در مورد انسان این است که آدمی دارای اراده و قدرت و اختیار باشد و کارهای نیک یا بد را خود انتخاب کند، اختیار و انتخاب مقوم وجودی انسان است، انسان غیر مختار محال است، یعنی این که فرض شده انسان است و غیرمختار، فقط فرض است نه حقیقت.

## ساختار
این کتاب از یک مقدمه و سی‌ویک عنوان تشکیل شده‌است.